# 長里駅
長里駅（ながさとえき）は、長崎県諫早市小長井町打越にある、九州旅客鉄道（JR九州）長崎本線の駅である。

## 歴史
- 1990年（平成2年）3月10日：ダイヤ改正と同時に開業[2]。
- 2022年（令和4年）9月23日：当駅を含め、肥前浜駅 - 長崎駅間が非電化となる。

## 駅構造
島式ホーム1面2線を有する地上駅。上り線を通過線とする1線スルー構造である。ホームは築堤上にあり、線路からやや離れた待合室からガードをくぐって入る形となる。無人駅。

### のりば
| のりば | 路線      | 方向 | 行先           | 備考                      |
| ------ | --------- | ---- | -------------- | ------------------------- |
| 1・2   | ■長崎本線 | 上り | 江北方面       | 上下線共主に1番のりば発着 |
| 1・2   | ■長崎本線 | 下り | 諫早・長崎方面 | 上下線共主に1番のりば発着 |

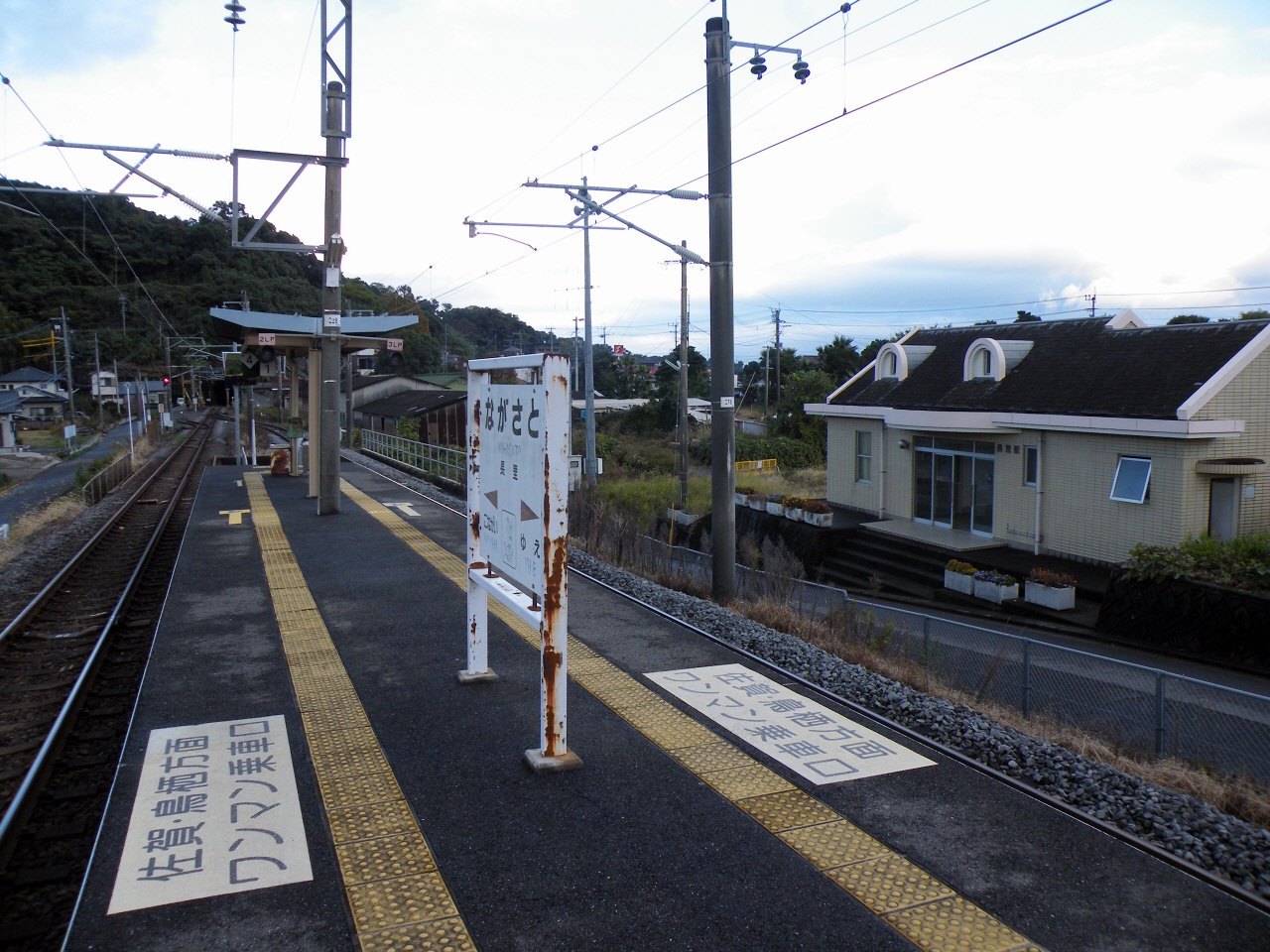
ホームと待合室（2008年11月）

## 利用状況
- 2016年度の1日平均乗車人員は49人である[3]。
- 2017年度分から非公表。

| 乗車人員推移 | 乗車人員推移 |
| 年度         | 1日平均人数  |
| ------------ | ------------ |
| 2000         | 48           |
| 2001         | 47           |
| 2002         | 46           |
| 2003         | 50           |
| 2004         | 54           |
| 2005         | 45           |
| 2006         | 44           |
| 2007         | 45           |
| 2008         | 53           |
| 2009         | 53           |
| 2010         | 50           |
| 2011         | 44           |
| 2012         | 46           |
| 2013         | 48           |
| 2014         | 54           |
| 2015         | 49           |
| 2016         | 49           |

## 駅周辺
- 国道207号
- 長里川
- 諫早市立長里小学校
- 小長井カントリー倶楽部
- 長里簡易郵便局
- 長崎県交通局（県営バス）長里停留所 - 駅から徒歩3分。

## 隣の駅
九州旅客鉄道（JR九州）
■長崎本線
小長井駅 - 長里駅 - 湯江駅